# روبرت هنري ثورستون
روبرت هنري ثورستون (بالإنجليزية: Robert Henry Thurston)‏ هو مهندس ومخترع أمريكي، ولد في 25 أكتوبر 1839 في بروفيدنس في الولايات المتحدة، وتوفي في 25 أكتوبر 1903 في إثاكا في الولايات المتحدة.